# Brainvoyager
Brainvoyager az 1962. július 17-én született holland elektronikus zeneszerző és zenész, Jos Verboven művészneve. E név alatt ugyanakkor a brit West Star Radio Ltd rádióállomásán. Electronic Fusion címet viselő heti rádióműsort is szerkeszt.
Brainvoyager három albumot jelentetett meg: 2012-ben a Dreamworld (Álomvilág) című lemezt, egy válogatáslemezt Compilation címen 2013-ban és 2014-ben pedig a Drifting Memories (Lebegő emlékek) című albumot. 2017-ben Brainvoyager alkotta meg a kezdő és befejező kompozíciót a Legacy of Thought kiadó által megjelentetett Voyage through the Brain (Utazás az elmén át) és History of the Universe (Az Univerzum története) című válogatás albumokhoz.
2017 januárjában megjelent A Touch of Oblivion című tánc film. A címadó kompozíció 2014-ben jelent meg. A koreográfiát két holland koreográfus alkotta meg, és a hollandiai Hillegom kis színházában, a Het Raam-ban adták elő és filmezték le.

## Brainvoyager mint zenész

### 1978-2012
Brainvoyager 1972-ben vásárolta meg első elektronikus zenei albumát, Klaus Schuze Timewind-jét. Ez jelentette egy hosszú periódus kezdetét, amely folyamán sok elektronikus zenét hallgatott és olyan elektronikus zenészek koncertjeire járt, mint Klaus Schulze, Tangerine Dream, Jean-Michel Jarre, Bernd Kistenmacher, Ron Boots, Steve Roach és Vidna Obmana.

### 2012-jelen
2012-ben Brainvoyager is zenésszé vált. Három és fél évtized hallgatói tapasztalatával kitanulta a műfaj titkait. A Brainvoyager név a zenei szándékot fejezi ki: lehetővé tenni a hallgató számára, hogy utazást tegyen meg az elméjében. Brainvoyager zenéjét legtalálóbban úgy lehetne leírni, hogy kortárs ritmusok és hipnotikus elektronikus hangképek keveréke, amelyet a retro elektronikus zene berlini iskolája ihletett.

## Brainvoyager mint rádió műsorvezető

### West Star Radio, (Egyesült Királyság)
2015 szeptemberében Brainvoyager a brit West Star rádió és zenei ügynökség csapatának tagja lett, Ezen állomás számára a heti Electronic Fusion című műsort vezeti, amely különböző elektronikus zenei stílusoknak szentelt.

### Electronic Music Radio, (Venezuela)
2016 áprilisa óta az Electronic Fusion műsort Venezuelában is sugározza az Electronic Music Radio állomás.

### Modul303, (Németország)
2016 októbere óta a német Modul303 állomás is sugározza az Electronic Fusion műsort.

## Diszkográfia

### Szóló albumok
| Év   | Cím               |
| ---- | ----------------- |
| 2012 | Dreamworld        |
| 2013 | Compilation       |
| 2014 | Drifting Memories |

### Kompiláció albumok
| Év   | Album címe               | Zeneszám címe     |
| ---- | ------------------------ | ----------------- |
| 2017 | Voyage through the Brain | Nucleus Accumbens |
| 2017 | History of The Universe  | The Sun Forms     |

### Kislemezek
| Év   | Cím                              |
| ---- | -------------------------------- |
| 2014 | The Eternal Quest                |
| 2014 | Floating Through Colorful Realms |
| 2015 | A Touch of Oblivion              |

### Együttműködés
| Év   | Zeneszám | Közreműködő |
| ---- | -------- | ----------- |
| 2014 | Ébredés  | David Maeso |